# Igreja de Nossa Senhora do Ó (Sabará)
A Igreja de Nossa Senhora do Ó, também chamada de Capela de Nossa Senhora do Ó e Capela do Ó, é uma edificação católica construída no início do século XVIII na cidade brasileira de Sabará, estado de Minas Gerais. Uma das mais antigas igrejas mineiras, tem uma estrutura pequena e simples, mas um interior ricamente decorado, que tem atraído a atenção de importantes historiadores da arte, sendo considerada um dos mais preciosos monumentos do Barroco brasileiro. É tombada pelo Instituto do Patrimônio Histórico e Artístico Nacional, juntamente com o Centro Histórico de Sabará e os conjuntos da Rua Direita.

## O orago
Nossa Senhora do Ó é um nome alternativo para Nossa Senhora da Expectação do Parto ou do Bom Parto. O nome "do Ó" surgiu do hábito de se cantar antífonas na véspera da comemoração do seu dia festivo, que iniciavam com uma exclamação ou suspiro, Oh!. Esta devoção chegou ao Brasil procedente de Toledo, na Espanha, trazida por Duarte Coelho, que fundou em Olinda, no estado de Pernambuco, uma igreja dedicada à Virgem do Ó. Teria chegado a Sabará através dos bandeirantes paulistas que fundaram a cidade.

## História

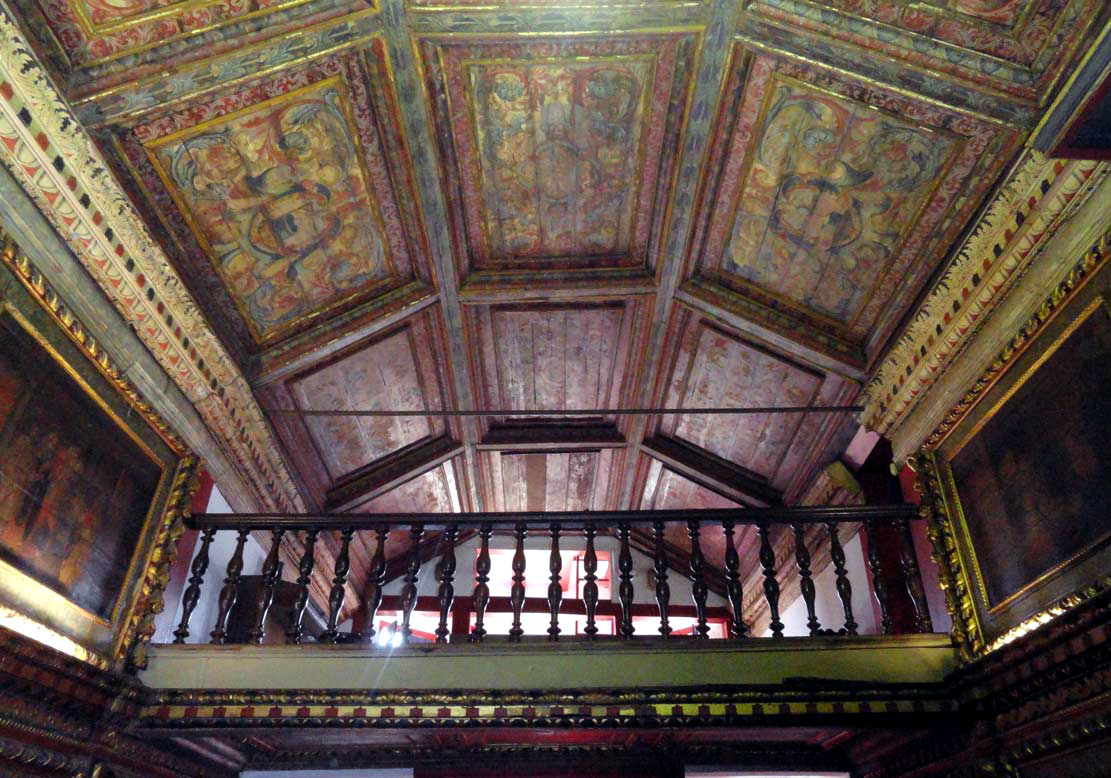
O coro sobre a entrada e detalhe do teto pintado.

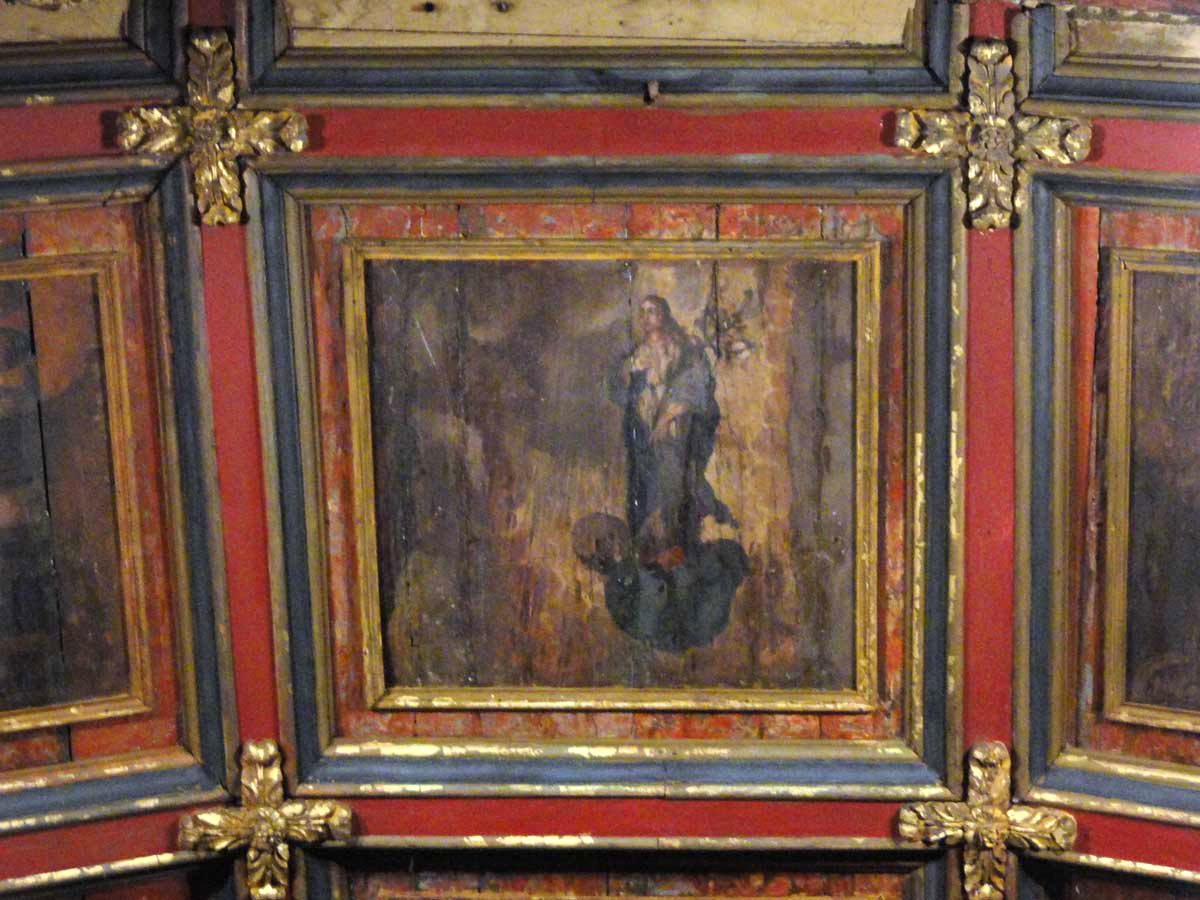
Detalhe do teto da capela-mor, com uma imagem mariana.

A igreja nasceu do desejo de devotos de Nossa Senhora da Expectação erguerem um templo à sua padroeira. As obras iniciaram em 1717, antes da autorização formal para isso, que só foi concedida pelo Senado da Câmara em 1º de janeiro de 1718. O trabalho tomou impulso em 1719, quando o capitão-mor Lucas Ribeiro de Almeida contratou Manuel da Mota Torres para que a finalizasse ainda no mesmo ano. A estrutura deve ter sido terminada em 1719, conforme o contrato, com a decoração iniciando logo em seguida. Possivelmente em 20 de dezembro de 1720 já estava pronta, pois sobrevive um ex-voto do próprio capitão-mor relativo a uma graça alcançada e à festa de consagração do templo. Pouco depois foram acrescentados o coro, o átrio e a sacristia.
A documentação restante sobre o templo é pobre e nada se sabe com segurança sobre o andamento das obras e sobre quem mais teria tomado parte nelas. Pelo que consta no contrato, o plano original foi modificado. Segundo Sylvio de Vasconcellos, no fim do século XVIII foi acrescentada a torre sineira, antes inexistente, e realizado o chanframento da fachada, provavelmente, segundo pensa o pesquisador, para modernizar o edifício primitivo, um tanto rústico, e movimentar a planta, acompanhando as novas modas então vigentes. O sino data de 1782. Para Daniella Chagas, essa modificação caiu no agrado popular, gerando escola...
"[...] tanto em algumas confrarias mais pobres nas grandes cidades, como pode ser verificado, por exemplo, na capela do Cordão de São Francisco em Mariana, como em regiões mais afastadas. Principalmente nessas regiões mais afastadas, a implementação dessa solução caiu no gosto devido à configuração adotada, onde os chanfros dos frontispícios criaram uma aproximação estética com a arquitetura desenvolvida nos grandes centros. Sendo assim, dentro de uma realidade cultural e econômica de fácil adaptação sobre o antigo sistema de gaiola, o qual ainda iria imperar por sua praticidade e custo em toda a produção das periferias das grandes cidades de Minas durante todo o século XIX, acabou tendo forte aceitação".
Entre 1899 e 1901 e novamente em 1929 foram realizadas reformas no anexo da sacristia, algumas paredes foram recuperadas, substituindo-se a taipa por tijolos, e algumas pinturas foram cobertas. Em 1944, o Instituto do Patrimônio Histórico e Artístico Nacional (IPHAN) organizou um restauro geral, eliminando alguns elementos considerados como acréscimos arbitrários, entre eles o que cobria o rico frontispício da capela-mor. Outro restauro se sucedeu a fim de deter uma infestação de cupins.

## O edifício
A fachada é chanfrada em três planos, com uma torre sineira sobre a entrada e janelas simples guarnecidas de balaústres. Sua planta é singela, dividida em duas seções retangulares, uma compondo a nave e outra, menor, a capela-mor. Na análise de Longobardi & Souza, "as proporções do nicho e altar-mor, em relação à nave da Capela, são salomônicas, ou seja, observam a proporção descrita no Primeiro Livro de Reis do Templo de Salomão: um retângulo que tem suas faces na proporção de 1:3, e altar-mor em relação de comprimento de 1:3 com a nave - referências largamente disseminadas nos seiscentos e setecentos luso-brasileiros". Suas paredes são de madeira e adobe, revestidas internamente com painéis de madeira, pinturas e talha dourada. O piso é de campas. O altar-mor é o único da igreja.

## Decoração

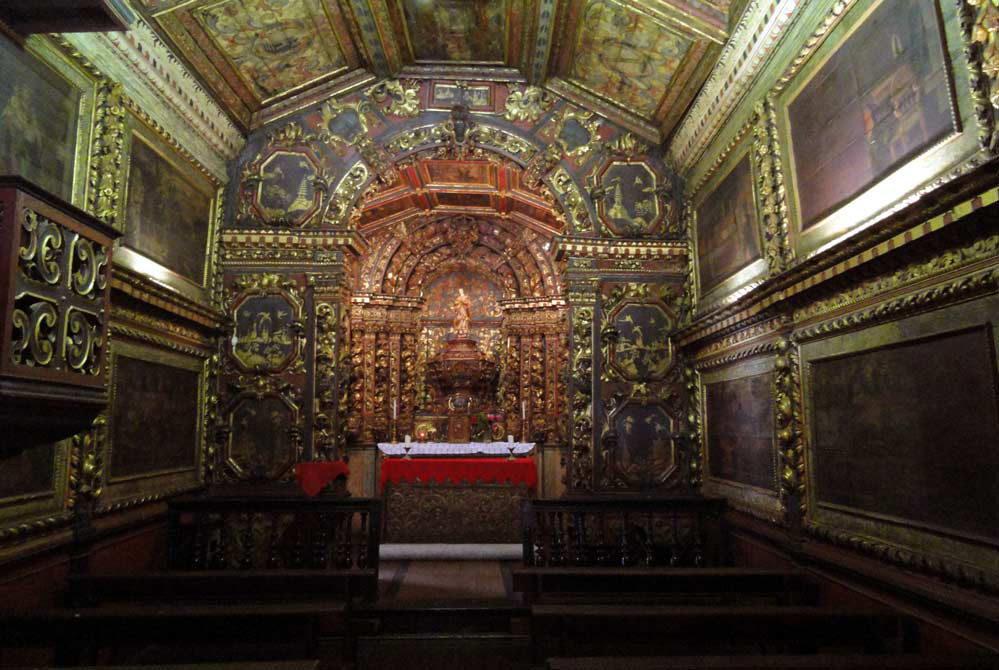
Vista da diminuta nave da igreja.

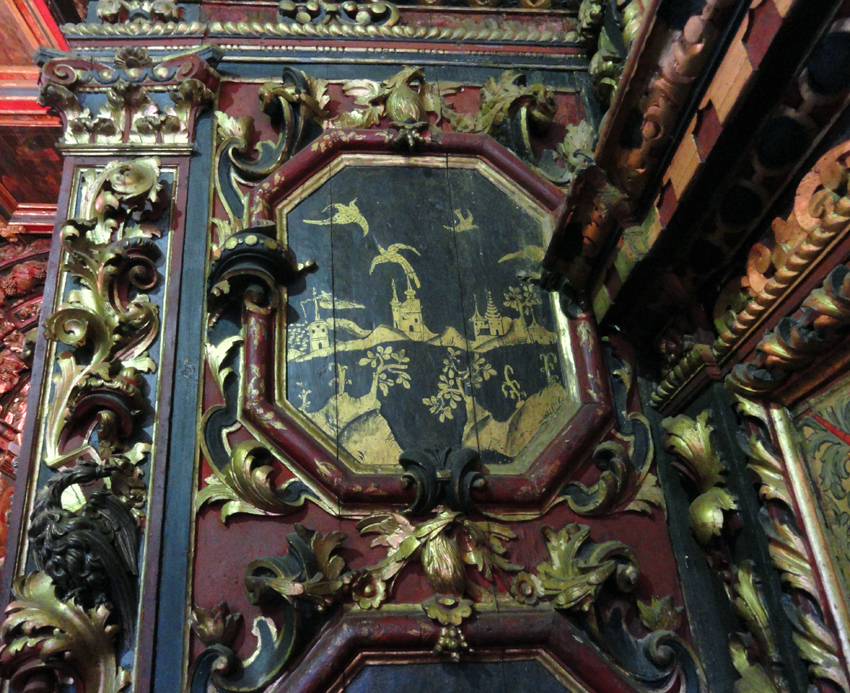
Detalhe de um dos painéis "chineses", podendo-se observar também a sofisticação da talha.

A simplicidade e despojamento da fachada contrastam fortemente com a riqueza luxuriante do seu interior. Sylvio de Vasconcellos cita que a capela é "o próprio ouro das Minas. Por fora, cascalho rude; por dentro o mais valioso metal. Por fora posta em modéstias; por dentro esplendendo em belezas". É considerada por Germain Bazin "uma das criações mais requintadas da arte barroca", "um pequeno espaço que louva a glória da Rainha do Céu", A luz suave chega somente da fachada e interfere no brilho interior, acentuando ou mostrando as figuras e detalhes de sua talha dourada. O estilo da decoração interna segue o chamado Estilo Nacional Português, que floresceu na primeira fase do Barroco.
As pinturas da nave, compartimentalizadas nos chamados "caixotões", típicos do Estilo Nacional, estão entre as mais antigas de Minas. São quinze painéis pintados no teto da nave, seis com cenas figurativas com narrações bíblicas, especialmente referentes à vida de Maria, junto com símbolos das ladainhas; quatorze nas paredes, com cenas cenas alusivas à Sagrada Família, e outros seis estão no teto da capela-mor, também com temática mariana. Sua qualidade é irregular, sugerindo a atividade de mais de um artista.
Seis outros painéis octogonais no entorno do arco do cruzeiro e um retangular de coroamento mostram figuras de pagodes e pássaros em estilo orientalizante, chamado usualmente de "chinesices". As figuras são pintadas a ouro sobre fundos de um azul escuro, com bordaduras em vermelho e talha dourada em moldura, aparecendo personagens bíblicos com olhos puxados. Segundo Panasiewicz, Oliveira & Amorim, a origem dessas chinesices parece ser "os estilos artísticos usados em Macau, trazidos pelo comercio existente entre Portugal e Índia no período, quando a mesma era também colônia portuguesa". Esses painéis orientalizantes teriam sido pintados por Jacinto Ribeiro, citado em um documento de 1721 como natural da Índia e residente em Minas desde 1711.
A estrutura do altar-mor também obedece ao Estilo Nacional, composta de arcos redondos concêntricos amarrados com cartelas e sustentados por colunas torcidas pseudo-salomônicas (sem o terço inferior estriado). A talha é densa e de qualidade virtuosística, com motivos vegetais, especialmente a folha da parreira e do acanto e cachos de uva, e figuras de fênix, mascarões zoomorfos e cariátides. Esta requintada decoração entalhada recobre todas as superfícies livres de pintura, incluindo o trono da Virgem, o arco do cruzeiro, as cimalhas, os entablamentos e as molduras dos painéis dos tetos e paredes, mantendo uma coerência formal e harmonia em todo o espaço que é incomum nos templos barrocos do Brasil, e "se adequando ao gosto orientalizante do ambiente através da policromia em ouro, vermelho e azul", como referiu Affonso Ávila. No altar-mor, segundo Bazin, aparece "uma das virgens mais delicadas que Portugal produziu no século XVIII".
Como todos os templos barrocos, a decoração era concebida como um todo integrado e servia a propósitos educativos e doutrinais. Como disseram Longobardi e Souza,
"[...] podemos considerar a Capela de Nossa Senhora do Ó como uma máquina discursiva. Máquina, como explicitou João Adolfo Hansen de maneira perspicaz, foi sinônimo de aparato produtivo, e teve uso associado a produções artísticas com fins eminentemente persuasivos. A máquina pode ser entendida como artifício de determinados elementos da natureza (materiais e simbólicos), de modo a constituir um aparato que produz um discurso conforme as regras de civilidade e hierarquia monárquico-católicas. A observação dos templos católicos luso-brasileiros como conjuntos de elementos bem integrados em máquinas pode ser realizada por meio da análise iconográfica e das relações estabelecidas entre talha, pintura, escultura e arquitetura. [...]

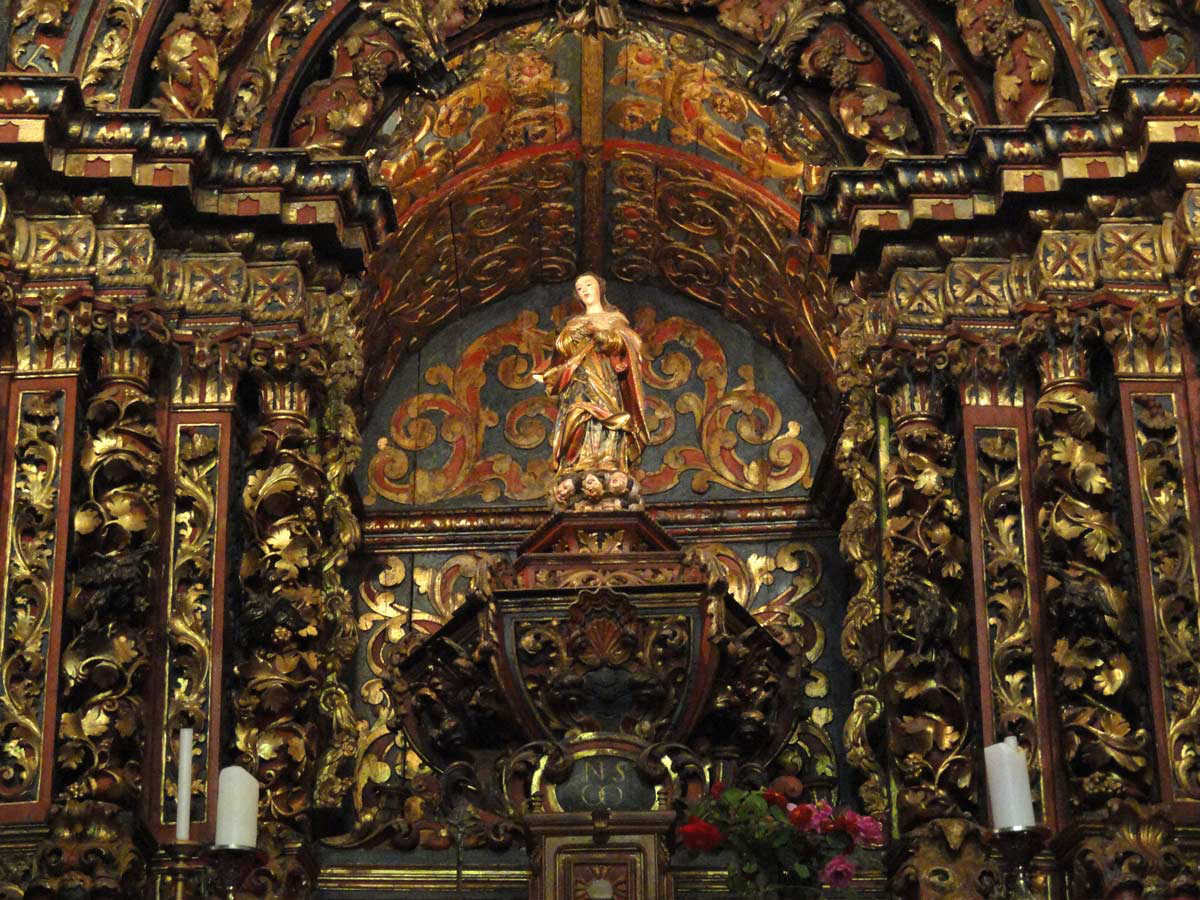
Detalhe do altar-mor com a imagem de Nossa Senhora do Ó (ou da Expectação).

"A produtividade e a eficiência do sermão viso-espacial ficaram apoiados no engenho do artista ou artífice. Ora, uma das funções do engenho foi a aproximação de elementos aparentemente disparatados, originalmente distantes, mas que eram combinados conforme a efetividade da mensagem que se quer persuadir. [...] Dessa forma, a combinação de ícones e a superposição de significados e efeitos devem ser analisadas a partir da noção do templo católico luso-brasileiro, como máquina sensória e persuasiva, que tomou como fundamento o percurso do corpo do devoto no espaço, e teve como meta a sujeição de ânimo pelo efeito sinestésico e pela produção da representação intelectiva de determinados conceitos. O emprego de ícones de natureza fantástica visava à persuasão do observador pelo efeito de maravilhamento intelectual que propicia. [...] As cores contribuem para o objetivo sinestésico da talha: o vermelho e o azul, por estabelecerem um forte contraste, excitam os sentidos do observador. [...]
"Na Capela do Ó, as imagens na talha as chinesices e as inúmeras folhas de ouro, demonstram a consolidação de uma aliança entre os valores divinos e seculares em torno da Liberalidade Divina e da Fé, que ensina serem dádiva de Deus as riquezas, e todos os bens temporais, [...], que esta fé avaliasse só por mercê de sua liberalidade, não por ventura de humana diligência. [...] Não obstante, a presença espetacular e persuasiva dos signos, bem como a concentração dos signos de bens e riquezas seculares, deve ser bem circunscrita: sugerem o movimento em torno do corpo do devoto... e em torno da imagem de Nossa Senhora da Expectação do Parto e do Santíssimo Sacramento. O espetáculo [...] tem, portanto, um sentido: o signo acessível aos sentidos fortemente destacado reverencia o nascimento do Senhor".
Junto com o Centro Histórico de Sabará e o complexo da Rua Direita, a Igreja de Nossa Senhora do Ó foi tombada em nível nacional pelo IPHAN, formando um dos conjuntos arquitetônicos e artísticos mais expressivos do período colonial.